# روغن‌ماهی سیبری شرقی
روغن‌ماهی سیبری شرقی (نام علمی: Arctogadus borisovi) نام یک گونه از تیره روغن‌ماهیان است.